# Краснов, Андрей Иванович
Андрей Иванович Краснов (14 июня 1994) — российский лыжник, призёр этапов Кубка мира, призёр чемпионата России. Мастер спорта России международного класса.

## Биография
На внутренних соревнованиях представляет Санкт-Петербург, также некоторое время представлял Сахалинскую область. Специализируется в спринте.
На юниорском уровне становился призёром первенства России среди 20-летних в гонке на 50 км (2014), победителем первенства страны среди 23-летних в спринте (2017), призёром ряда всероссийских соревнований.
На взрослом уровне неоднократно был призёром чемпионатов Северо-Западного федерального округа, победителем этапов Кубка России (в феврале 2017 года и в декабре 2020 года в спринте). В 2019 году стал бронзовым призёром чемпионата России в спринте, в 2021 году — серебряным призёром чемпионата страны в командном спринте. Неоднократный чемпион и призёр чемпионата России по лыжероллерам — в 2020 году взял золото в эстафете и персьюте, в 2021 году — в эстафете; стал серебряным призёром в 2020 году в раздельном старте и в 2021 году в масстарте.
В январе 2018 года дебютировал на Кубке мира на этапе в Дрездене, где стал восьмым в спринте и третьим — в командном спринте. По состоянию на лето 2021 года восьмое место остаётся его лучшим результатом в личных дисциплинах. В командном спринте лыжник ещё раз попадал на пьедестал, заняв третье место на этапе в Дрездене в 2020 году. Неоднократно побеждал на этапах Кубка Восточной Европы.